# Ristivälja
Ristivälja − wieś w Estonii, w prowincji Hiuma, w gminie Käina.